# قسطل معاف
قسطل معاف بلدة وناحية سوريّة إداريّة تتبع منطقة اللاذقية في محافظة اللاذقية. بلغ عدد سكان الناحية 16577 نسمة حسب تعداد عام 2004.
منطقة قسطل المعاف بلدة سياحية تقع شمال اللاذقية تبعد 46 كم عن مركز المدينة شمالاً و7 كم عن البحر المتوسط غرباً و 12 كم عن حدود تركيا جنوباً. تشكل 95% من سكانها التركمان المسلمين السنة وتشتهر بجمال طبيعتها الخلّابة من ينابيعها الخصبة وغاباتها الصنوبرية.